# Garcinia
Garcinia är ett släkte av tvåhjärtbladiga växter. Garcinia ingår i familjen Clusiaceae.

## Dottertaxa till Garcinia, i alfabetisk ordning

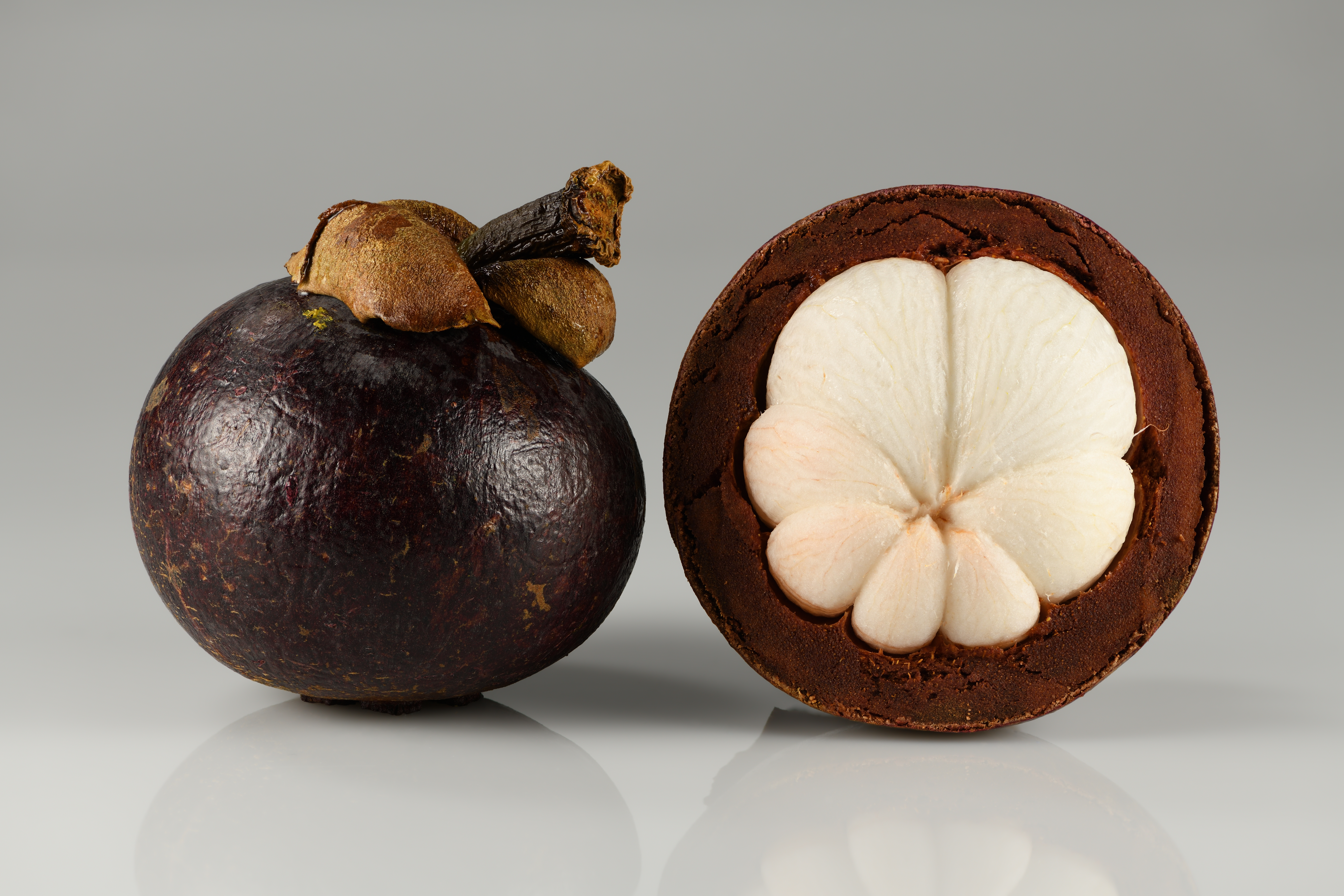
Garcinia mangostana

## Bildgalleri

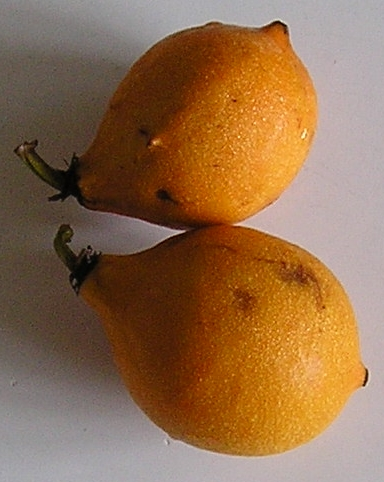
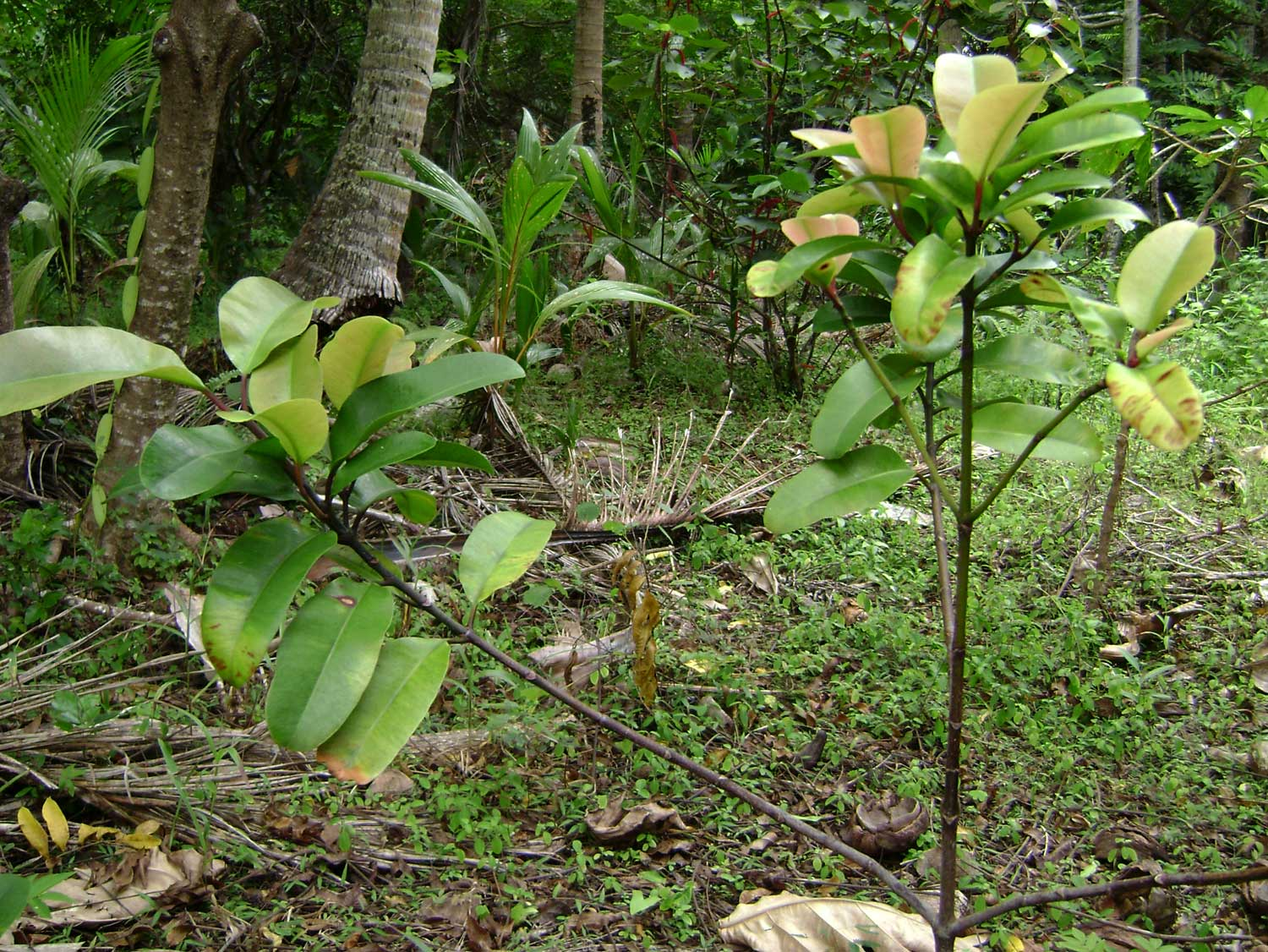
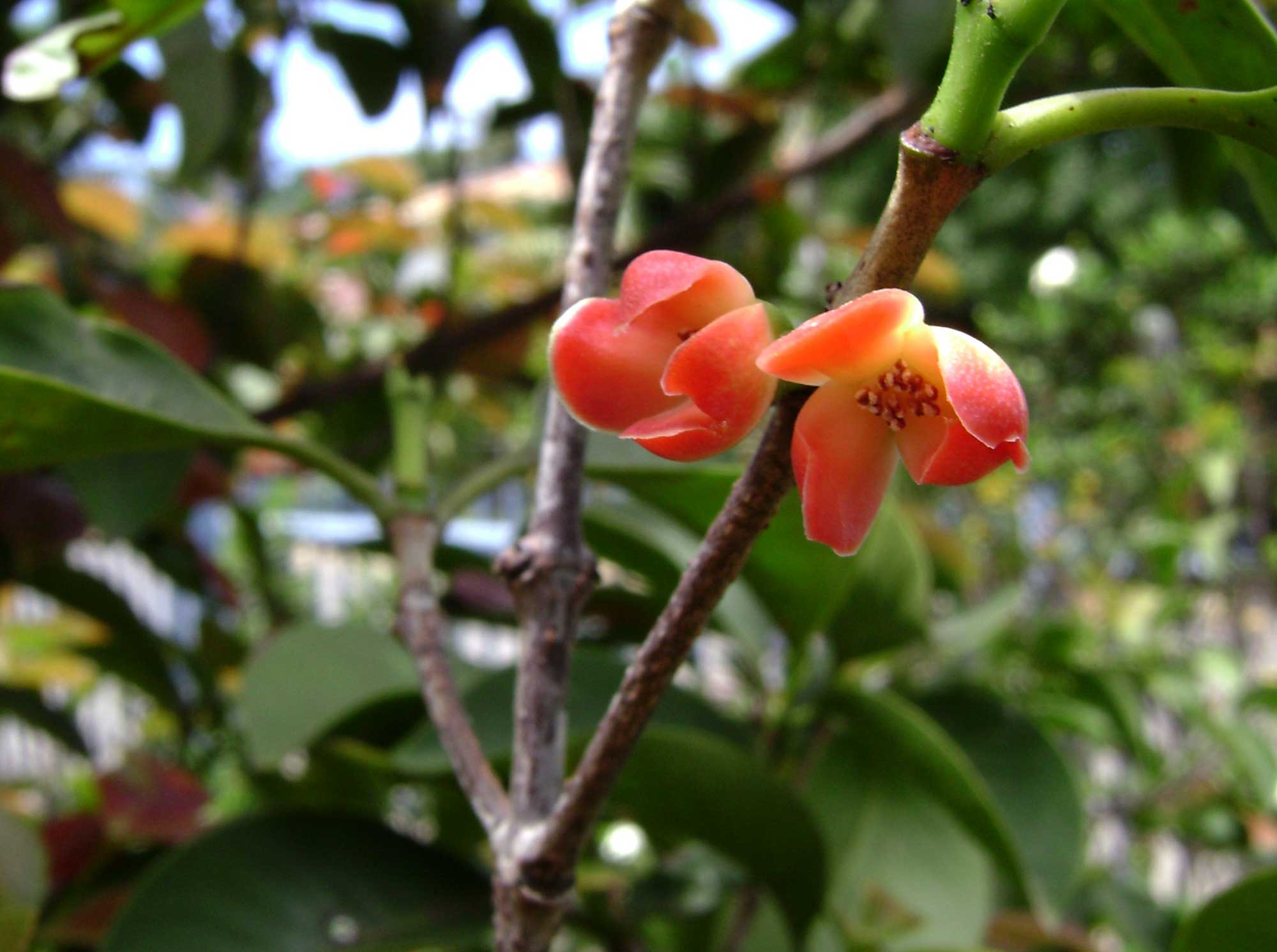
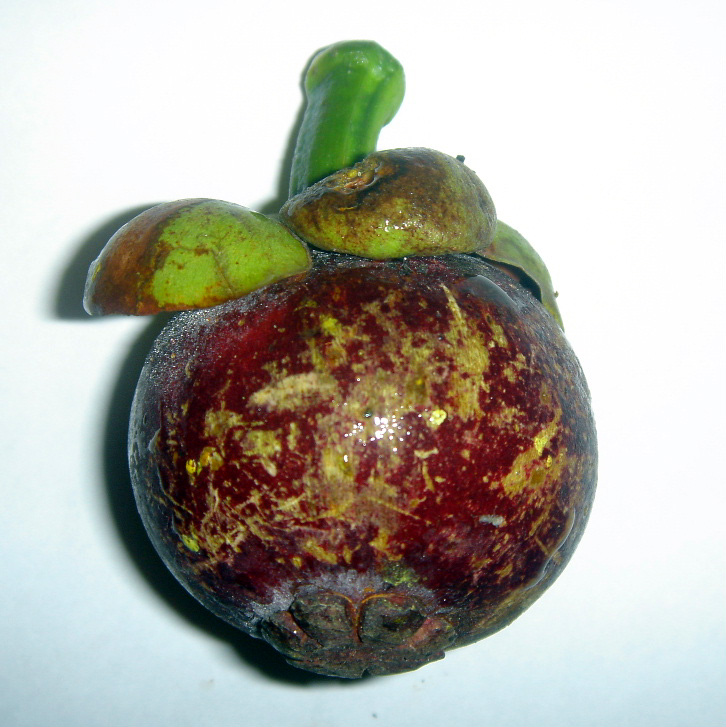
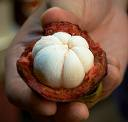
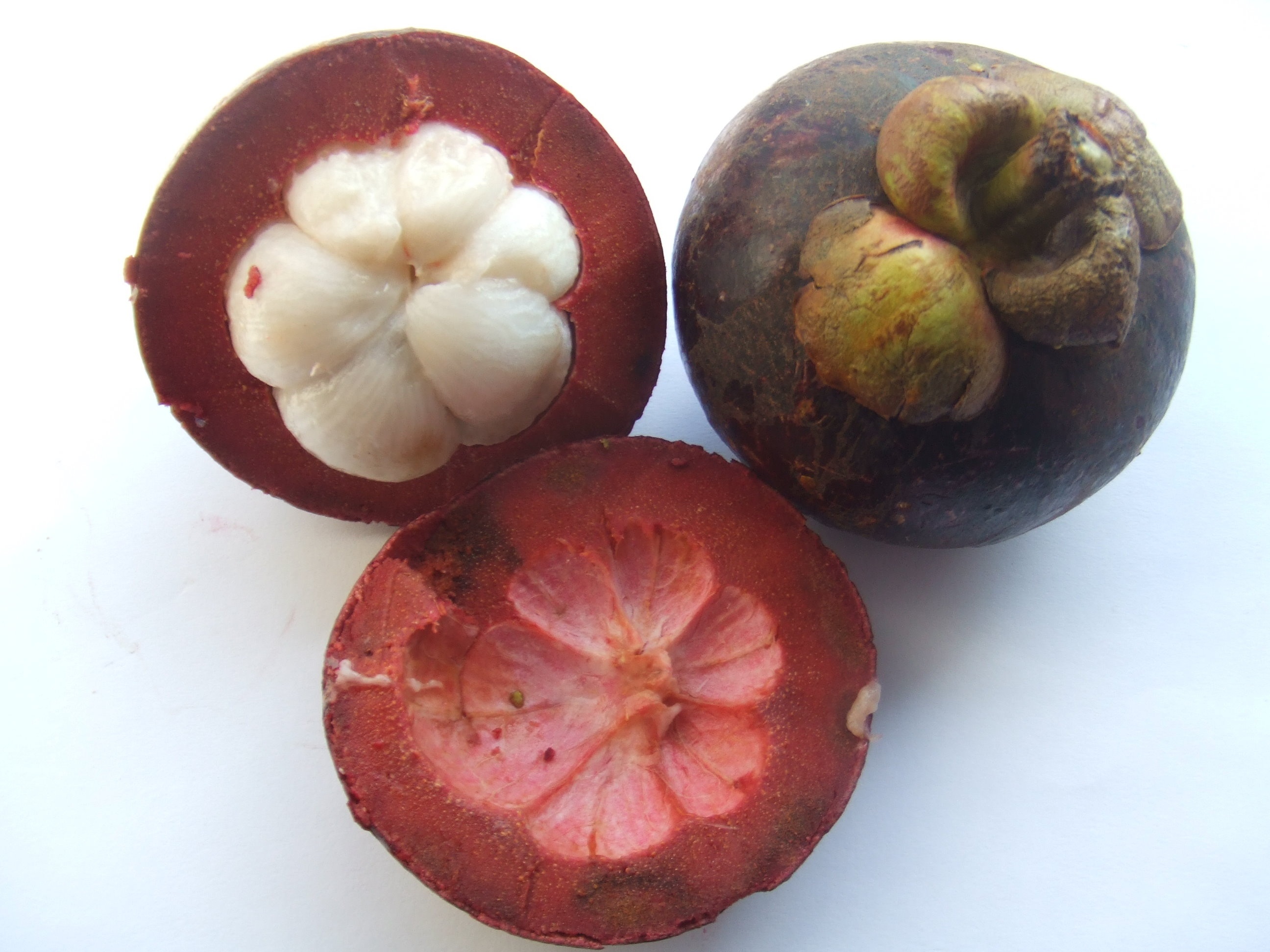

## Dottertaxa tillGarcinia, i alfabetisk ordning[1]
- Garcinia achachairu
- Garcinia acuminata
- Garcinia acutifolia
- Garcinia adinantha
- Garcinia afzelii
- Garcinia albuquerquei
- Garcinia amabilis
- Garcinia ambrensis
- Garcinia amplexicaulis
- Garcinia andamanica
- Garcinia angustifolia
- Garcinia anjouanensis
- Garcinia anomala
- Garcinia apetala
- Garcinia aphanophlebia
- Garcinia archboldiana
- Garcinia arenicola
- Garcinia aristata
- Garcinia arubayensis
- Garcinia assugu
- Garcinia asterandra
- Garcinia atroviridis
- Garcinia australis
- Garcinia baillonii
- Garcinia bakeriana
- Garcinia balansae
- Garcinia balica
- Garcinia balimensis
- Garcinia bancana
- Garcinia barkeriana
- Garcinia basacensis
- Garcinia beccarii
- Garcinia benthamiana
- Garcinia benthamii
- Garcinia bicolorata
- Garcinia bifasciculata
- Garcinia binucao
- Garcinia blumei
- Garcinia bonii
- Garcinia borneensis
- Garcinia bracteata
- Garcinia branderhorstii
- Garcinia brasiliensis
- Garcinia brassii
- Garcinia brevipedicellata
- Garcinia brevipes
- Garcinia brevirostris
- Garcinia buchananii
- Garcinia buchneri
- Garcinia burkillii
- Garcinia busuangaensis
- Garcinia cadelliana
- Garcinia calcicola
- Garcinia caloneura
- Garcinia calophylla
- Garcinia calophyllifolia
- Garcinia calycina
- Garcinia calyptrata
- Garcinia cantleyana
- Garcinia capuronii
- Garcinia carolinensis
- Garcinia cataractalis
- Garcinia caudiculata
- Garcinia celebica
- Garcinia ceramica
- Garcinia cerasifer
- Garcinia chapelieri
- Garcinia chromocarpa
- Garcinia cincta
- Garcinia clarensis
- Garcinia clusiifolia
- Garcinia collina
- Garcinia comptonii
- Garcinia conrauana
- Garcinia cordata
- Garcinia cornea
- Garcinia costata
- Garcinia cowa
- Garcinia crassiflora
- Garcinia crassifolia
- Garcinia crassinervis
- Garcinia cubensis
- Garcinia cuneifolia
- Garcinia cupi
- Garcinia cuspidata
- Garcinia cymosa
- Garcinia daedalanthera
- Garcinia dalleizettei
- Garcinia dallmannensis
- Garcinia dauphinensis
- Garcinia decussata
- Garcinia delpyana
- Garcinia densiflora
- Garcinia densivenia
- Garcinia desrousseauxii
- Garcinia dhanikhariensis
- Garcinia dioica
- Garcinia diospyrifolia
- Garcinia diversifolia
- Garcinia dives
- Garcinia dryobalanoides
- Garcinia dulcis
- Garcinia dumosa
- Garcinia echinocarpa
- Garcinia elliotii
- Garcinia elliptica
- Garcinia emarginata
- Garcinia engleriana
- Garcinia enthaematoeides
- Garcinia epunctata
- Garcinia erythrosperma
- Garcinia esculenta
- Garcinia evonymoides
- Garcinia fabrilis
- Garcinia fagraeoides
- Garcinia ferrea
- Garcinia forbesii
- Garcinia fruticosa
- Garcinia fusca
- Garcinia fuscopetiolata
- Garcinia gabonensis
- Garcinia garciae
- Garcinia gardneriana
- Garcinia gaudichaudii
- Garcinia gerrardii
- Garcinia gibbsiae
- Garcinia gjellerupii
- Garcinia glaucescens
- Garcinia gnetoides
- Garcinia goudotiana
- Garcinia grahamii
- Garcinia graminea
- Garcinia grandifolia
- Garcinia granulata
- Garcinia griffithii
- Garcinia gummi-gutta
- Garcinia hanburyi
- Garcinia harmandii
- Garcinia hasskarlii
- Garcinia havilandii
- Garcinia hendersoniana
- Garcinia hennecartii
- Garcinia hermonii
- Garcinia hessii
- Garcinia heterandra
- Garcinia heterophylla
- Garcinia hollrungii
- Garcinia holttumii
- Garcinia hombroniana
- Garcinia huillensis
- Garcinia humilis
- Garcinia hunsteinii
- Garcinia hygrophila
- Garcinia idenburgensis
- Garcinia imbertii
- Garcinia indica
- Garcinia intermedia
- Garcinia ituman
- Garcinia jaweri
- Garcinia jelinckii
- Garcinia jensenii
- Garcinia keenania
- Garcinia kingaensis
- Garcinia kingii
- Garcinia klabang
- Garcinia klinkii
- Garcinia klossii
- Garcinia kola
- Garcinia korthalsii
- Garcinia krawang
- Garcinia kurzii
- Garcinia kwangsiensis
- Garcinia kydia
- Garcinia lanceifolia
- Garcinia lanceola
- Garcinia lancilimba
- Garcinia lanessanii
- Garcinia lateriflora
- Garcinia laurina
- Garcinia lauterbachiana
- Garcinia ledermannii
- Garcinia leggeae
- Garcinia lenormandii
- Garcinia leptophylla
- Garcinia letestui
- Garcinia linearifolia
- Garcinia linearis
- Garcinia linii
- Garcinia livingstonei
- Garcinia loheri
- Garcinia longifolia
- Garcinia longipedicellata
- Garcinia loniceroides
- Garcinia loureiroi
- Garcinia lowryi
- Garcinia lucens
- Garcinia lucida
- Garcinia lujai
- Garcinia luzoniensis
- Garcinia macgregorii
- Garcinia macrantha
- Garcinia macrophylla
- Garcinia madagascariensis
- Garcinia madruno
- Garcinia magnifolia
- Garcinia maingayi
- Garcinia malaccensis
- Garcinia maluensis
- Garcinia mammeoides
- Garcinia mangorensis
- Garcinia mangostana
- Garcinia mangostifera
- Garcinia mannii
- Garcinia martinii
- Garcinia matsudai
- Garcinia mckeaniana
- Garcinia megistophylla
- Garcinia memecyloides
- Garcinia merguensis
- Garcinia mestonii
- Garcinia microcarpa
- Garcinia microphylla
- Garcinia microstigma
- Garcinia microtropidiiformis
- Garcinia minahassensis
- Garcinia mindanaensis
- Garcinia minimiflora
- Garcinia minutiflora
- Garcinia miquelii
- Garcinia moaensis
- Garcinia monantha
- Garcinia montana
- Garcinia morella
- Garcinia moseleyana
- Garcinia moszkowskii
- Garcinia mottleyana
- Garcinia moulmeinensis
- Garcinia multibracteolata
- Garcinia multifida
- Garcinia multiflora
- Garcinia murdochii
- Garcinia murtonii
- Garcinia myristicifolia
- Garcinia myrtifolia
- Garcinia neglecta
- Garcinia nervosa
- Garcinia nigricans
- Garcinia nigrolineata
- Garcinia nitida
- Garcinia novoguineensis
- Garcinia nubigena
- Garcinia nujiangensis
- Garcinia obliqua
- Garcinia oblongifolia
- Garcinia oligantha
- Garcinia oliveri
- Garcinia opaca
- Garcinia ophiticola
- Garcinia oreophila
- Garcinia ovalifolia
- Garcinia pachyantha
- Garcinia pachycarpa
- Garcinia pachyclada
- Garcinia pachypetala
- Garcinia pacifica
- Garcinia palawanensis
- Garcinia pallida
- Garcinia pallidesanguinea
- Garcinia pancheri
- Garcinia parvifolia
- Garcinia parvula
- Garcinia pauciflora
- Garcinia paucinervis
- Garcinia pedunculata
- Garcinia penangiana
- Garcinia pervillei
- Garcinia petiolaris
- Garcinia picrorhiza
- Garcinia planchonii
- Garcinia platyphylla
- Garcinia plena
- Garcinia poilanei
- Garcinia polyneura
- Garcinia ponapensis
- Garcinia portoricensis
- Garcinia prainiana
- Garcinia preussii
- Garcinia propinqua
- Garcinia pseudoguttifera
- Garcinia puat
- Garcinia pullei
- Garcinia pulvinata
- Garcinia punctata
- Garcinia pungens
- Garcinia pushpangadaniana
- Garcinia pyrifera
- Garcinia qinzhouensis
- Garcinia quadrilocularis
- Garcinia quaesita
- Garcinia ramosii
- Garcinia ramulosa
- Garcinia revoluta
- Garcinia rheedei
- Garcinia rhizophoroides
- Garcinia rhynchophylla
- Garcinia riedeliana
- Garcinia rigida
- Garcinia riparia
- Garcinia robsoniana
- Garcinia rogaguensis
- Garcinia rostrata
- Garcinia rubra
- Garcinia rubriflora
- Garcinia rubrisepala
- Garcinia rubroechinata
- Garcinia rumiyo
- Garcinia rumphii
- Garcinia rupestris
- Garcinia ruscifolia
- Garcinia russellii
- Garcinia sabangensis
- Garcinia salakensis
- Garcinia samarensis
- Garcinia sampitana
- Garcinia sarawakensis
- Garcinia scaphopetala
- Garcinia schefferi
- Garcinia schlechteri
- Garcinia schomburgkiana
- Garcinia schraderi
- Garcinia segmentata
- Garcinia semseii
- Garcinia serpentini
- Garcinia sessilis
- Garcinia sizygiifolia
- Garcinia smeathmannii
- Garcinia smithii
- Garcinia solomonensis
- Garcinia sopsopia
- Garcinia speciosa
- Garcinia spectabilis
- Garcinia spicata
- Garcinia squamata
- Garcinia staudtii
- Garcinia stigmacantha
- Garcinia stipulata
- Garcinia subelliptica
- Garcinia subfalcata
- Garcinia subtilinervis
- Garcinia sulphurea
- Garcinia sumbawaensis
- Garcinia talbotii
- Garcinia tanzaniensis
- Garcinia tauensis
- Garcinia terpnophylla
- Garcinia tetralata
- Garcinia tetrandra
- Garcinia teysmanniana
- Garcinia thorelii
- Garcinia thouvenotii
- Garcinia thwaitesii
- Garcinia timorensis
- Garcinia tonkinensis
- Garcinia torensis
- Garcinia travancorica
- Garcinia treubii
- Garcinia trianii
- Garcinia tsaratananae
- Garcinia tsimatimia
- Garcinia tuberculata
- Garcinia umbellulata
- Garcinia umbonata
- Garcinia uniflora
- Garcinia urophylla
- Garcinia urschii
- Garcinia valetoniana
- Garcinia warburgiana
- Garcinia warrenii
- Garcinia venulosa
- Garcinia verrucosa
- Garcinia versteegii
- Garcinia verticillata
- Garcinia whitfordii
- Garcinia wichmannii
- Garcinia vidalii
- Garcinia vidua
- Garcinia vieillardii
- Garcinia wightii
- Garcinia vilersiana
- Garcinia virens
- Garcinia virgata
- Garcinia viridiflora
- Garcinia vitiensis
- Garcinia volkensii
- Garcinia wollastonii
- Garcinia vrieseana
- Garcinia xanthochymus
- Garcinia xipshuanbannaensis
- Garcinia xylosperma
- Garcinia yunnanensis
- Garcinia zeylanica
- Garcinia zichii